# Seznam vítězek Světového poháru v biatlonu
Seznam vítězek Světového poháru v biatlonu uvádí přehled biatlonistek jednotlivých disciplín a celkovou vítězku konkrétního ročníku  Světového poháru v biatlonu.
Ženy v rámci Světového poháru soutěží od sezóny 1982/1983, ale až do ročníku 1986/1987 byla soutěž nazývána Evropský pohár, přestože účast v těchto závodech nebyla závislá na národnosti a byla otevřena i mimoevropských závodnicím.

## Přehled vítězek
Tabulka uvádání přehled celkových vítězek Světového poháru a jednotlivých individuálních disciplín. Zavedení prvních disciplín – vytrvalostního závodu a sprintu se uskutečnilo v sezóně 1988/1989. Ve stíhacích závodech byl pohár udělen poprvé v sezóně 1996/1997 a v závodech s hromadným startem pak v ročníku 1998/1999. 
| sezóna    | celkové hodnocení                  | vytrvalostní závod                | sprint                        | stíhací závod               | hromadný start                |
| --------- | ---------------------------------- | --------------------------------- | ----------------------------- | --------------------------- | ----------------------------- |
| 1982/1983 | Gry Østviková                      | –                                 | –                             | –                           | –                             |
| 1983/1984 | Mette Mestadová                    | –                                 | –                             | –                           | –                             |
| 1984/1985 | Sanna Grønlidová                   | –                                 | –                             | –                           | –                             |
| 1985/1986 | Eva Korpelaová                     | –                                 | –                             | –                           | –                             |
| 1986/1987 | Eva Korpelaová                     | –                                 | –                             | –                           | –                             |
| 1987/1988 | Anne Elvebakková                   | –                                 | –                             | –                           | –                             |
| 1988/1989 | Jelena Golovinová                  | Jelena Golovinová                 | Jelena Golovinová             | –                           | –                             |
| 1989/1990 | Jiřina Adamičková                  | Jelena Golovinová                 | Jiřina Adamičková             | –                           | –                             |
| 1990/1991 | Světlana Davidová                  | Světlana Davidová                 | Uschi Dislová                 | –                           | –                             |
| 1991/1992 | Anfissa Rescovová                  | Anfissa Rescovová                 | Anfissa Rescovová             | –                           | –                             |
| 1992/1993 | Anfissa Rescovová                  | Anfissa Rescovová                 | Anfissa Rescovová             | –                           | –                             |
| 1993/1994 | Světlana Paramyginaová             | Nathalie Santerová                | Světlana Paramyginaová        | –                           | –                             |
| 1994/1995 | Anne Briandová                     | Světlana Paramyginaová            | Anne Briandová                | –                           | –                             |
| 1995/1996 | Emmanuelle Claretová               | Andreja Grašičová                 | Emmanuelle Claretová          | –                           | –                             |
| 1996/1997 | Magdalena Forsbergová              | Uschi Dislová                     | Uschi Dislová                 | Magdalena Forsbergová       | –                             |
| 1997/1998 | Magdalena Forsbergová              | Magdalena Forsbergová             | Magdalena Forsbergová         | Magdalena Forsbergová       | –                             |
| 1998/1999 | Magdalena Forsbergová              | Uschi Dislová                     | Magdalena Forsbergová         | Magdalena Forsbergová       | Olena Zubrilovová             |
| 1999/2000 | Magdalena Forsbergová              | Magdalena Forsbergová             | Magdalena Forsbergová         | Magdalena Forsbergová       | Galina Kuklevová              |
| 2000/2001 | Magdalena Forsbergová              | Magdalena Forsbergová             | Magdalena Forsbergová         | Magdalena Forsbergová       | Magdalena Forsbergová         |
| 2001/2002 | Magdalena Forsbergová              | Magdalena Forsbergová             | Magdalena Forsbergová         | Magdalena Forsbergová       | Magdalena Forsbergová         |
| 2002/2003 | Martina Glagowová                  | Linda Tjørhomová                  | Sylvie Becaertová             | Martina Glagowová           | Albina Achatovoová            |
| 2003/2004 | Liv Grete Poiréeová                | Olga Pylevová                     | Liv Grete Poiréeová           | Liv Grete Poiréeová         | Liv Grete Poiréeová           |
| 2004/2005 | Sandrine Baillyová                 | Olga Pylevová                     | Kati Wilhelmová               | Sandrine Baillyová          | Olga Zajcevová                |
| 2005/2006 | Kati Wilhelmová                    | Světlana Ischmuratovová           | Kati Wilhelmová               | Kati Wilhelmová             | Martina Glagowová             |
| 2006/2007 | Andrea Henkelová                   | Andrea Henkelová                  | Anna Carin Olofssonová        | Kati Wilhelmová             | Kati Wilhelmová               |
| 2007/2008 | Magdalena Neunerová                | Martina Glagowová                 | Magdalena Neunerová           | Sandrine Baillyová          | Magdalena Neunerová           |
| 2008/2009 | Helena Jonssonová                  | Magdalena Neunerová               | Helena Jonssonová             | Kati Wilhelmová             | Helena Jonssonová             |
| 2009/2010 | Magdalena Neunerová                | Anna Carin Olofssonová-Zideková   | Simone Hauswaldová            | Magdalena Neunerová         | Magdalena Neunerová           |
| 2010/2011 | Kaisa Mäkäräinenová                | Helena Ekholmová                  | Magdalena Neunerová           | Kaisa Mäkäräinenová         | Darja Domračevová             |
| 2011/2012 | Magdalena Neunerová                | Helena Ekholmová                  | Magdalena Neunerová           | Darja Domračevová           | Darja Domračevová             |
| 2012/2013 | Tora Bergerová                     | Tora Bergerová                    | Tora Bergerová                | Tora Bergerová              | Tora Bergerová                |
| 2013/2014 | Kaisa Mäkäräinenová Tora Bergerová | Gabriela Soukalová                | Kaisa Mäkäräinenová           | Kaisa Mäkäräinenová         | Darja Domračevová             |
| 2014/2015 | Darja Domračevová                  | Kaisa Mäkäräinenová               | Darja Domračevová             | Kaisa Mäkäräinenová         | Franziska Preussová           |
| 2015/2016 | Gabriela Soukalová                 | Dorothea Wiererová                | Gabriela Soukalová            | Gabriela Soukalová          | Gabriela Soukalová            |
| 2016/2017 | Laura Dahlmeierová                 | Laura Dahlmeierová                | Gabriela Koukalová            | Laura Dahlmeierová          | Gabriela Koukalová            |
| 2017/2018 | Kaisa Mäkäräinenová                | Naděžda Skardinová                | Anastasia Kuzminová           | Anastasia Kuzminová         | Kaisa Mäkäräinenová           |
| 2018/2019 | Dorothea Wiererová                 | Lisa Vittozziová                  | Anastasia Kuzminová           | Dorothea Wiererová          | Hanna Öbergová                |
| 2019/2020 | Dorothea Wiererová                 | Hanna Öbergová                    | Denise Herrmannová            | Tiril Eckhoffová            | Dorothea Wiererová            |
| 2020/2021 | Tiril Eckhoffová                   | Lisa Hauserová Dorothea Wiererová | Tiril Eckhoffová              | Tiril Eckhoffová            | Ingrid Landmark Tandrevoldová |
| 2021/2022 | Marte Olsbuová Røiselandová        | Markéta Davidová                  | Marte Olsbuová Røiselandová   | Marte Olsbuová Røiselandová | Justine Braisazová-Bouchetová |
| 2022/2023 | Julia Simonová                     | Lisa Vittozziová                  | Denise Herrmannová-Wicková    | Julia Simonová              | Julia Simonová                |
| 2023/2024 | Lisa Vittozziová                   | Lisa Vittozziová                  | Ingrid Landmark Tandrevoldová | Lisa Vittozziová            | Lou Jeanmonnotová             |
| 2024/2025 | Franziska Preussová                | Lou Jeanmonnotová                 | Franziska Preussová           | Lou Jeanmonnotová           | Franziska Preussová           |

## Celkové hodnocení Světového poháru
| Sezóna    | vítězka                                        | 2. místo                          | 3. místo                            |
| --------- | ---------------------------------------------- | --------------------------------- | ----------------------------------- |
| 1982/1983 | Gry Østviková (NOR)                            | Siv Bråtenová (NOR)               | Aino Kallunkiová (FIN)              |
| 1983/1984 | Mette Mestadová (NOR)                          | Sanna Grønlidová (NOR)            | Gry Østviková (NOR)                 |
| 1984/1985 | Sanna Grønlidová (NOR)                         | Eva Korpelaová (SWE)              | Kaija Parveová (URS)                |
| 1985/1986 | Eva Korpelaová (SWE)                           | Sanna Grønlidová (NOR)            | Lise Melocheová (CAN)               |
| 1986/1987 | Eva Korpelaová (SWE)                           | Anne Elvebakková (NOR)            | Sanna Grønlidová (NOR)              |
| 1987/1988 | Anne Elvebakková (NOR)                         | Elin Kristiansenová (NOR)         | Nadežda Alexjevová (BUL)            |
| 1988/1989 | Jelena Golovinová (URS)                        | Natalia Prikazčikovová (URS)      | Světlana Davidovová (URS)           |
| 1989/1990 | Jiřina Adamičková (TCH)                        | Anne Elvebakková (NOR)            | Jelena Golovinová (URS)             |
| 1990/1991 | Světlana Davidovová (URS)                      | Myriam Bédardová (CAN)            | Anne Elvebakková (NOR)              |
| 1991/1992 | Anfisa Rezcovová (RUS)                         | Anne Briandová (FRA)              | Petra Schaafová (GER)               |
| 1992/1993 | Anfisa Rezcovová (RUS)                         | Myriam Bédardová (CAN)            | Anne Briandová (FRA)                |
| 1993/1994 | Světlana Paramjginová (BLR)                    | Nathalie Santerová (ITA)          | Anne Briandová (FRA)                |
| 1994/1995 | Anne Briandová (FRA)                           | Světlana Paramjginová (BLR)       | Uschi Dislová (GER)                 |
| 1995/1996 | Emmanuelle Claretová (FRA)                     | Uschi Dislová (GER)               | Petra Behleová (GER)                |
| 1996/1997 | Magdalena Forsbergová (SWE)                    | Uschi Dislová (GER)               | Simone Greiner-Petter-Memm (GER)    |
| 1997/1998 | Magdalena Forsbergová (SWE)                    | Uschi Dislová (GER)               | Martina Zellnerová (GER)            |
| 1998/1999 | Magdalena Forsbergová (SWE)                    | Olena Zubrilovová (UKR)           | Uschi Dislová (GER)                 |
| 1999/2000 | Magdalena Forsbergová (SWE)                    | Olena Zubrilovová (UKR)           | Corinne Niogretová (FRA)            |
| 2000/2001 | Magdalena Forsbergová (SWE)                    | Liv Grete Skjelbreidová (NOR)     | Olena Zubrilovová (UKR)             |
| 2001/2002 | Magdalena Forsbergová (SWE)                    | Liv Grete Skjelbreidová (NOR)     | Uschi Dislová (GER)                 |
| 2002/2003 | Martina Glagowová (GER)                        | Albina Achatovová (RUS)           | Sylvie Becaertová (FRA)             |
| 2003/2004 | Liv Grete Skjelbreidová (NOR)                  | Olga Pylevová (RUS)               | Sandrine Baillyová (FRA)            |
| 2004/2005 | Sandrine Baillyová (FRA)                       | Kati Wilhelmová (GER)             | Olga Pylevová (RUS)                 |
| 2005/2006 | Kati Wilhelmová (GER)                          | Anna Carin Olofssonová (SWE)      | Martina Glagowová (GER)             |
| 2006/2007 | Andrea Henkelová (GER)                         | Kati Wilhelmová (GER)             | Anna Carin Olofssonová (SWE)        |
| 2007/2008 | Magdalena Neunerová (GER)                      | Sandrine Baillyová (FRA)          | Andrea Henkelová (GER)              |
| 2008/2009 | Helena Jonssonová (SWE)                        | Kati Wilhelmová (GER)             | Tora Bergerová (NOR)                |
| 2009/2010 | Magdalena Neunerová (GER)                      | Simone Hauswaldová (GER)          | Helena Jonssonová (SWE)             |
| 2010/2011 | Kaisa Mäkäräinenová (FIN)                      | Andrea Henkelová (GER)            | Helena Ekholmová (SWE)              |
| 2011/2012 | Magdalena Neunerová (GER)                      | Darja Domračevová (BLR)           | Tora Bergerová (NOR)                |
| 2012/2013 | Tora Bergerová (NOR)                           | Darja Domračevová (BLR)           | Andrea Henkelová (GER)              |
| 2013/2014 | Kaisa Mäkäräinenová (FIN) Tora Bergerová (NOR) |                                   | Darja Domračevová (BLR)             |
| 2014/2015 | Darja Domračevová (BLR)                        | Kaisa Mäkäräinenová (FIN)         | Valentyna Semerenková (UKR)         |
| 2015/2016 | Gabriela Soukalová (CZE)                       | Marie Dorinová Habertová (FRA)    | Dorothea Wiererová (ITA)            |
| 2016/2017 | Laura Dahlmeierová (GER)                       | Gabriela Koukalová (CZE)          | Kaisa Mäkäräinenová (FIN)           |
| 2017/2018 | Kaisa Mäkäräinenová (FIN)                      | Anastasia Kuzminová (SVK)         | Darja Domračevová (BLR)             |
| 2018/2019 | Dorothea Wiererová (ITA)                       | Lisa Vittozziová (ITA)            | Anastasia Kuzminová (SVK)           |
| 2019/2020 | Dorothea Wiererová (ITA)                       | Tiril Eckhoffová (NOR)            | Denise Herrmannová (GER)            |
| 2020/2021 | Tiril Eckhoffová (NOR)                         | Marte Olsbuová Røiselandová (NOR) | Franziska Preussová (GER)           |
| 2021/2022 | Marte Olsbuová Røiselandová (NOR)              | Elvira Öbergová (SWE)             | Lisa Hauserová (AUT)                |
| 2022/2023 | Julia Simonová (FRA)                           | Dorothea Wiererová (ITA)          | Lisa Vittozziová (ITA)              |
| 2023/2024 | Lisa Vittozziová (ITA)                         | Lou Jeanmonnotová (FRA)           | Ingrid Landmark Tandrevoldová (NOR) |
| 2024/2025 | Franziska Preussová (GER)                      | Lou Jeanmonnotová (FRA)           | Julia Simonová (FRA)                |

Celkovou klasifikaci žen ovládla v sezóně 2013/14 s pětibodovým náskokem Finka Kaisa Mäkäräinenová, po diskvalifikaci ruské závodnice Olgy Zajcevové kvůli dopingu a následnému přepočtu bodů se na první dostala Bergerová, taktéž s náskokem čtyř bodů před Mäkäräinenovou. Mezinárodní biatlonová unie v prosinci 2021 rozhodla, že velký křišťálový glóbus za celkové vítězství zpětně udělí oběma závodnicím.

## Pořadí juniorských závodnic
Od sezóny 2020/2021 byl zavedeno nové pořadí biatlonistek do 25 let, které bylo od sezóny 2024/2025 změněno na pořadí do 23 let. Aktuální lídryně tohoto hodnocen startuje v modrém dresu.
| sezóna    | vítězka              | 2. místo                      | 3. místo           |
| --------- | -------------------- | ----------------------------- | ------------------ |
| 2020/2021 | Dzinara Alimbekavová | Ingrid Landmark Tandrevoldová | Markéta Davidová   |
| 2021/2022 | Elvira Öbergová      | Markéta Davidová              | Vanessa Voigtová   |
| 2022/2023 | Elvira Öbergová      | Lou Jeanmonnotová             | Sophie Chauveauová |
| 2023/2024 | Elvira Öbergová      | Juni Arnekleivová             | Tereza Voborníková |
| 2024/2025 | Océane Michelonová   | Jeanne Richardová             | Selina Grotianová  |

## Vytrvalostní závod
| sezóna    | vítězka                                   | 2. místo                      | 3. místo               |
| --------- | ----------------------------------------- | ----------------------------- | ---------------------- |
| 1990/1991 | Světlana Davidovová                       | Myriam Bédardová              | Antje Miserskyová      |
| 1991/1992 | Anfisa Rezcovová                          | Anne Briandová                | Elin Kristiansenová    |
| 1992/1993 | Anfisa Rezcovová                          | Nathalie Santerová            | Myriam Bédardová       |
| 1993/1994 | Nathalie Santerová                        | Světlana Paramjginová         | Anne Briandová         |
| 1994/1995 | Světlana Paramjginová                     | Uschi Dislová                 | Anne Briandová         |
| 1995/1996 | Andreja Grašičová                         | Emmanuelle Claretová          | Uschi Dislová          |
| 1996/1997 | Uschi Dislová                             | Magdalena Forsbergová         | Swetlana Paramyginaová |
| 1997/1998 | Magdalena Forsbergová                     | Uschi Dislová                 | Andreja Grasičová      |
| 1998/1999 | Uschi Dislová                             | Magdalena Forsbergová         | Albina Achatovová      |
| 1999/2000 | Magdalena Forsbergová                     | Corinne Niogretová            | Alena Subrylawaová     |
| 2000/2001 | Magdalena Forsbergová                     | Corinne Niogretová            | Liv Grete Poiréeová    |
| 2001/2002 | Magdalena Forsbergová                     | Liv Grete Poiréeová           | Olga Pyljowaová        |
| 2002/2003 | Liv Grete Poiréeová                       | Ekaterina Dafowskaová         | Alena Subrylawaová     |
| 2003/2004 | Olga Pylevová                             | Anna Bogaliová                | Martina Glagowová      |
| 2004/2005 | Olga Pylevová                             | Martina Glagowová             | Světlana Išmuratovová  |
| 2005/2006 | Světlana Išmuratovová                     | Albina Achatovová             | Anna Carin Olofssonová |
| 2006/2007 | Andrea Henkelová                          | Anna Carin Olofssonová        | Martina Glagowová      |
| 2007/2008 | Martina Glagowová                         | Tatiana Moiseeva              | Jekatěrina Jourievová  |
| 2008/2009 | Magdalena Neunerová                       | Éva Tófalviová                | Tora Bergerová         |
| 2009/2010 | Anna Carin Olofsson-Zideková              | Andrea Henkelová              | Kati Wilhelmová        |
| 2010/2011 | Helena Ekholmová                          | Valentyna Semerenkoová        | Olga Zajcevová         |
| 2011/2012 | Helena Ekholmová                          | Kaisa Mäkäräinenová           | Darja Domračevová      |
| 2012/2013 | Tora Bergerová                            | Andrea Henkelová              | Darja Domračevová      |
| 2013/2014 | Gabriela Soukalová                        | Darja Domračevová             | Anastasija Kuzminová   |
| 2014/2015 | Kaisa Mäkäräinenová                       | Darja Domračevová             | Veronika Vítková       |
| 2015/2016 | Dorothea Wiererová                        | Marie Dorinová Habertová      | Gabriela Koukalová     |
| 2016/2017 | Laura Dahlmeierová                        | Vanessa Hinzová               | Alexia Runggaldierová  |
| 2017/2018 | Naděžda Skardinová                        | Julija Džymová                | Kaisa Mäkäräinenová    |
| 2018/2019 | Lisa Vittozziová                          | Paulína Fialková              | Markéta Davidová       |
| 2019/2020 | Hanna Öbergová                            | Dorothea Wiererová            | Justine Braisazová     |
| 2020/2021 | Lisa Theresa Hauserová Dorothea Wiererová |                               | Hanna Öbergová         |
| 2021/2022 | Markéta Davidová                          | Lisa Theresa Hauserová        | Dzinara Alimbekavová   |
| 2022/2023 | Lisa Vittozziová                          | Julia Simonová                | Hanna Öbergová         |
| 2023/2024 | Lisa Vittozziová                          | Ingrid Landmark Tandrevoldová | Vanessa Voigtová       |
| 2024/2025 | Lou Jeanmonnotová                         | Franziska Preussová           | Océane Michelonová     |

## Sprint
| sezóna    | vítězka                           | 2. místo                          | 3. místo                          |
| --------- | --------------------------------- | --------------------------------- | --------------------------------- |
| 1990/1991 | Uschi Dislová                     | Světlana Davidovová               | Myriam Bédardová                  |
| 1991/1992 | Anfisa Rezcovová                  | Petra Schaafová                   | Jelena Belovovová                 |
| 1992/1993 | Anfisa Rezcovová                  | Myriam Bédardová                  | Anne Briandová                    |
| 1993/1994 | Světlana Paramyginová             | Nathalie Santerová                | Naděžda Talanovová                |
| 1994/1995 | Anne Briandová                    | Uschi Dislová                     | Světlana Paramyginová             |
| 1995/1996 | Emmanuelle Claretová              | Uschi Dislová                     | Petra Behleová                    |
| 1996/1997 | Uschi Dislová                     | Simone Greiner-Petter-Memmová     | Magdalena Forsbergová             |
| 1997/1998 | Magdalena Forsbergová             | Uschi Dislová                     | Corinne Niogretová                |
| 1998/1999 | Magdalena Forsbergová             | Olena Zubrilovová                 | Liv Grete Skjelbreidová Poiréeová |
| 1999/2000 | Magdalena Forsbergová             | Světlana Išmuratovová             | Martina Zellnerová                |
| 2000/2001 | Magdalena Forsbergová             | Liv Grete Skjelbreidová Poiréeová | Olena Zubrilovová                 |
| 2001/2002 | Magdalena Forsbergová             | Liv Grete Skjelbreidová Poiréeová | Uschi Dislová                     |
| 2002/2003 | Sylvie Becaertová                 | Martina Glagowová                 | Ekaterina Dafovsková              |
| 2003/2004 | Liv Grete Skjelbreidová Poiréeová | Sandrine Baillyová                | Olga Pylevová                     |
| 2004/2005 | Kati Wilhelmová                   | Sandrine Baillyová                | Olga Zajcevová                    |
| 2005/2006 | Kati Wilhelmová                   | Anna Carin Olofssonová-Zideková   | Světlana Išmuratovová             |
| 2006/2007 | Anna Carin Olofssonová-Zideková   | Kati Wilhelmová                   | Andrea Henkelová                  |
| 2007/2008 | Magdalena Neunerová               | Sandrine Baillyová                | Kati Wilhelmová                   |
| 2008/2009 | Helena Jonssonová                 | Magdalena Neunerová               | Tora Bergerová                    |
| 2009/2010 | Simone Hauswaldová                | Magdalena Neunerová               | Helena Jonssonová                 |
| 2010/2011 | Magdalena Neunerová               | Kaisa Mäkäräinenová               | Tora Bergerová                    |
| 2011/2012 | Magdalena Neunerová               | Darja Domračevová                 | Kaisa Mäkäräinenová               |
| 2012/2013 | Tora Bergerová                    | Darja Domračevová                 | Miriam Gössnerová                 |
| 2013/2014 | Kaisa Mäkäräinenová               | Tora Bergerová                    | Darja Domračevová                 |
| 2014/2015 | Darja Domračevová                 | Kaisa Mäkäräinenová               | Veronika Vítková                  |
| 2015/2016 | Gabriela Soukalová                | Marie Dorinová Habertová          | Dorothea Wiererová                |
| 2016/2017 | Gabriela Koukalová                | Laura Dahlmeierová                | Kaisa Mäkäräinenová               |
| 2017/2018 | Anastasia Kuzminová               | Darja Domračevová                 | Kaisa Mäkäräinenová               |
| 2018/2019 | Anastasia Kuzminová               | Dorothea Wiererová                | Marte Olsbuová Røiselandová       |
| 2019/2020 | Denise Herrmannová                | Dorothea Wiererová                | Tiril Eckhoffová                  |
| 2020/2021 | Tiril Eckhoffová                  | Marte Olsbuová Røiselandová       | Hanna Öbergová                    |
| 2021/2022 | Marte Olsbuová Røiselandová       | Elvira Öbergová                   | Hanna Öbergová                    |
| 2022/2023 | Denise Herrmannová-Wicková        | Dorothea Wiererová                | Julia Simonová                    |
| 2023/2024 | Ingrid Landmark Tandrevoldová     | Justine Braisazová-Bouchetová     | Lisa Vittozziová                  |
| 2024/2025 |                                   |                                   |                                   |

## Stíhací závod
| sezóna    | vítězka                           | 2. místo                          | 3. místo                      |
| --------- | --------------------------------- | --------------------------------- | ----------------------------- |
| 1996/1997 | Magdalena Forsbergová             | Simone Greiner-Petter-Memmová     | Olga Romasková                |
| 1997/1998 | Magdalena Forsbergová             | Uschi Dislová                     | Corinne Niogretová            |
| 1998/1999 | Magdalena Forsbergová             | Olena Zubrilovová                 | Uschi Dislová                 |
| 1999/2000 | Magdalena Forsbergová             | Corinne Niogretová                | Olena Zubrilovová             |
| 2000/2001 | Magdalena Forsbergová             | Liv Grete Skjelbreidová Poiréeová | Olena Zubrilovová             |
| 2001/2002 | Magdalena Forsbergová             | Liv Grete Skjelbreidová Poiréeová | Uschi Dislová                 |
| 2002/2003 | Martina Glagowová                 | Olena Zubrilovová                 | Sylvie Becaertová             |
| 2003/2004 | Liv Grete Skjelbreidová Poiréeová | Olga Pylevová                     | Sylvie Becaertová             |
| 2004/2005 | Sylvie Becaertová                 | Olga Pylevová                     | Olga Zajcevová                |
| 2005/2006 | Kati Wilhelmová                   | Anna Carin Olofssonová-Zideková   | Sylvie Becaertová             |
| 2006/2007 | Kati Wilhelmová                   | Magdalena Neunerová               | Andrea Henkelová              |
| 2007/2008 | Sylvie Becaertová                 | Andrea Henkelová                  | Kati Wilhelmová               |
| 2008/2009 | Kati Wilhelmová                   | Tora Bergerová                    | Martina Becková               |
| 2009/2010 | Magdalena Neunerová               | Simone Hauswaldová                | Olga Zajcevová                |
| 2010/2011 | Kaisa Mäkäräinenová               | Andrea Henkelová                  | Helena Ekholmová              |
| 2011/2012 | Darja Domračevová                 | Magdalena Neunerová               | Tora Bergerová                |
| 2012/2013 | Tora Bergerová                    | Andrea Henkelová                  | Marie Dorin-Habertová         |
| 2013/2014 | Kaisa Mäkäräinenová               | Tora Bergerová                    | Darja Domračevová             |
| 2014/2015 | Kaisa Mäkäräinenová               | Darja Domračevová                 | Walentyna Semerenkoová        |
| 2015/2016 | Gabriela Koukalová                | Dorothea Wiererová                | Marie Dorinová Habertová      |
| 2016/2017 | Laura Dahlmeierová                | Gabriela Koukalová                | Kaisa Mäkäräinenová           |
| 2017/2018 | Anastasia Kuzminová               | Kaisa Mäkäräinenová               | Laura Dahlmeierová            |
| 2018/2019 | Dorothea Wiererová                | Marte Olsbuová Røiselandová       | Anastasia Kuzminová           |
| 2019/2020 | Tiril Eckhoffová                  | Dorothea Wiererová                | Ingrid Landmark Tandrevoldová |
| 2020/2021 | Tiril Eckhoffová                  | Marte Olsbuová Røiselandová       | Franziska Preussová           |
| 2021/2022 | Marte Olsbuová Røiselandová       | Elvira Öbergová                   | Hanna Öbergová                |
| 2022/2023 | Julia Simonová                    | Elvira Öbergová                   | Dorothea Wiererová            |
| 2023/2024 | Lisa Vittozziová                  | Julia Simonová                    | Lou Jeanmonnotová             |
| 2024/2025 | Lou Jeanmonnotová                 | Julia Simonová                    | Franziska Preussová           |

## Závod s hromadným startem
| sezóna    | vítězka                           | 2. místo                          | 3. místo                           |
| --------- | --------------------------------- | --------------------------------- | ---------------------------------- |
| 1998/1999 | Olena Zubrilovová                 | Uschi Dislová                     | Magdalena Forsbergová              |
| 1999/2000 | Galina Kuklevová                  | Olena Petrovová                   | Magdalena Forsbergová              |
| 2000/2001 | Magdalena Forsbergová             | Liv Grete Skjelbreidová Poiréeová | Martina Glagowová                  |
| 2001/2002 | Magdalena Forsbergová             | Olga Pylevová                     | Olena Zubrilovová                  |
| 2002/2003 | Albina Achatovová                 | Světlana Išmuratovová             | Sylvie Becaertová                  |
| 2003/2004 | Liv Grete Skjelbreidová Poiréeová | Anna Bogaliová                    | Uschi Dislová                      |
| 2004/2005 | Olga Zajcevová                    | Olga Pylevová                     | Kati Wilhelmová                    |
| 2005/2006 | Martina Glagowová                 | Kati Wilhelmová                   | Linda Grubbenová                   |
| 2006/2007 | Kati Wilhelmová                   | Oksana Chvostenková               | Jekatěrina Jurjevová               |
| 2007/2008 | Magdalena Neunerová               | Kati Wilhelmová                   | Helena Jonssonová Michela Ponzaová |
| 2008/2009 | Helena Jonssonová                 | Kati Wilhelmová                   | Simone Hauswaldová                 |
| 2009/2010 | Magdalena Neunerová               | Simone Hauswaldová                | Andrea Henkelová                   |
| 2010/2011 | Darja Domračevová                 | Magdalena Neunerová               | Tora Bergerová                     |
| 2011/2012 | Darja Domračevová                 | Tora Bergerová                    | Marie-Laure Brunetová              |
| 2012/2013 | Tora Bergerová                    | Darja Domračevová                 | Vita Semerenkoová                  |
| 2013/2014 | Darja Domračevová                 | Anastasia Kuzminová               | Kaisa Mäkäräinenová                |
| 2014/2015 | Franziska Preussová               | Valentyna Semerenková             | Darja Domračevová                  |
| 2015/2016 | Gabriela Soukalová                | Marie Dorinová Habertová          | Laura Dahlmeierová                 |
| 2016/2017 | Gabriela Koukalová                | Laura Dahlmeierová                | Kaisa Mäkäräinenová                |
| 2017/2018 | Kaisa Mäkäräinenová               | Laura Dahlmeierová                | Vanessa Hinzová                    |
| 2018/2019 | Hanna Öbergová                    | Dorothea Wiererová                | Paulína Fialková                   |
| 2019/2020 | Dorothea Wiererová                | Tiril Eckhoffová                  | Hanna Öbergová                     |
| 2020/2021 | Ingrid Landmark Tandrevoldová     | Franziska Preussová               | Julia Simonová                     |
| 2021/2022 | Justine Braisazová-Bouchetová     | Elvira Öbergová                   | Dorothea Wiererová                 |
| 2022/2023 | Julia Simonová                    | Anaïs Chevalierová-Bouchetová     | Hanna Öbergová                     |
| 2023/2024 | Lou Jeanmonnotová                 | Julia Simonová                    | Lena Häckiová-Großová              |
| 2024/2025 | Franziska Preussová               | Elvira Öbergová                   | Lou Jeanmonnotová                  |

## Štafeta
| sezóna                         | vítězky                         | 2. místo                        | 3. místo                        |
| ------------------------------ | ------------------------------- | ------------------------------- | ------------------------------- |
| 1992/93                        | kalendář bez štafetových závodů | kalendář bez štafetových závodů | kalendář bez štafetových závodů |
| 1993/94                        | kalendář bez štafetových závodů | kalendář bez štafetových závodů | kalendář bez štafetových závodů |
| 1994/95                        | kalendář bez štafetových závodů | kalendář bez štafetových závodů | kalendář bez štafetových závodů |
| 1995/96                        | kalendář bez štafetových závodů | kalendář bez štafetových závodů | kalendář bez štafetových závodů |
| 1996/97                        | Rusko                           | Norsko                          | Německo                         |
| 1997/98                        | kalendář bez štafetových závodů | kalendář bez štafetových závodů | kalendář bez štafetových závodů |
| 1998/99                        | Německo                         | Rusko                           | Ukrajina                        |
| 1999/00                        | Německo Rusko                   | —                               | Ukrajina                        |
| 2000/01                        | Norsko (190)                    | Německo (188)                   | Rusko (182)                     |
| 2001/02                        | Německo (250)                   | Norsko Rusko (221)              | —                               |
| 2002/03                        | Rusko (339)                     | Německo (327)                   | Bělorusko (293)                 |
| 2003/04                        | Norsko (180)                    | Rusko (178)                     | Německo (176)                   |
| 2004/05                        | Rusko (200)                     | Německo (188)                   | Norsko (163)                    |
| 2005/06                        | Rusko (189)                     | Německo (181)                   | Francie (179)                   |
| 2006/07                        | Francie (189)                   | Německo (188)                   | Rusko (180)                     |
| 2007/08                        | Německo (200)                   | Rusko (178)                     | Francie (172)                   |
| 2008/09                        | Německo (288)                   | Francie (242)                   | Ukrajina (232)                  |
| 2009/10                        | Rusko (234)                     | Německo (205)                   | Francie (204)                   |
| 2010/11                        | Německo (206)                   | Švédsko (190)                   | Rusko (177)                     |
| 2011/12                        | Francie (216)                   | Norsko (205)                    | Rusko (192)                     |
| 2012/13                        | Norsko (314)                    | Ukrajina (298)                  | Německo (294)                   |
| 2013/14                        | Německo (168)                   | Ukrajina (157)                  | Rusko (141)                     |
| 2014/15                        | Česko (316)                     | Německo (302)                   | Francie (266)                   |
| 2015/16                        | Německo (235)                   | Ukrajina (234)                  | Francie (228)                   |
| 2016/17                        | Německo (300)                   | Francie (248)                   | Ukrajina (224)                  |
| 2017/18                        | Německo (228)                   | Francie (200)                   | Itálie (169)                    |
| 2018/19                        | Norsko (249)                    | Německo (241)                   | Francie (230)                   |
| 2019/20                        | Norsko (360)                    | Švýcarsko (260)                 | Německo (260)                   |
| 2020/21                        | Švédsko (216)                   | Německo (216)                   | Francie (201)                   |
| 2021/22                        | Švédsko (243)                   | Norsko (235)                    | Francie (216)                   |
| 2022/23                        | Francie (345)                   | Norsko (325)                    | Švédsko (321)                   |
| 2023/2024                      | Norsko (376)                    | Švédsko (345)                   | Francie (325)                   |
| 2024/2025                      | Francie (370)                   | Švédsko (340)                   | Norsko (335)                    |
| v závorce je uveden počet bodů |                                 |                                 |                                 |